# アイカツ!×プリパラ THE MOVIE -出会いのキセキ!-
『アイカツ！×プリパラ THE MOVIE -出会いのキセキ!-』（アイカツ プリパラ ザ ムービー であいのキセキ）は、2025年10月10日に日本で公開される予定のアニメーション映画。
バンダイ原案のメディアミックス作品『アイカツ!』の「あかりGeneration」、およびタカラトミーアーツ・シンソフィア原作の『プリパラ』の10周年を記念し、両作のコラボレーション企画によるクロスオーバー作品として製作される。

## 概要
2010年に稼働を開始したアーケードゲーム『プリティーリズム』に始まり『プリパラ』もその1作にあたるタカラトミーアーツ・シンソフィアのプリティーシリーズと、2012年に稼働を開始したバンダイの『アイカツ！』シリーズは、どちらもアイドルやファッションをテーマとし、テレビ東京でのテレビアニメ製作・放送や小学館の『ちゃお』『ぷっちぐみ』での情報・コミカライズの掲載が行われて来た共通項を有している。そのため、両シリーズは市場において長らく強い競合にありライバル関係を喧伝されて来たが、タカラトミーアーツの大庭晋一郎は2015年のインタビューで「一つのコンテンツだけでは、女子向けの市場は盛り上がらない。だから“アイカツ！さん”は戦友ですかね？ 一緒に盛り上がれば」とコメントしていた。
両シリーズのアニメが休止状態となっていた2022年11月から12月にかけては東京アニメセンターで「Dream Collaboration Festival」（ドリコラFes.）と題して初の公式コラボレーションイベントを開催し、両作のキャラクターが共演するバーチャルライブ4公演がイオンシネマ系列の映画館で上映された。今回の新作映画は、ドリコラFes.以来3年ぶりのコラボレーション企画となる。

## ストーリー
2025年4月23日の発表によると『アイカツ!』（あかりGeneration）主人公の大空あかりと『プリパラ』主人公の真中らぁらがダブル主人公とされている。

## 登場人物

### アイカツ!
大空 あかり（おおぞら あかり）
声 - 下地紫野 / 歌 - るか（遠藤瑠香）
氷上 スミレ（ひかみ スミレ）
声 - 和久井優 / 歌 - りえ（藤城リエ）
新条 ひなき（しんじょう ひなき）
声 - 石川由依 / 歌 - みき（未来みき）
紅林 珠璃（くればやし じゅり）
声 - 齋藤綾
黒沢 凛（くろさわ りん）
声 - 高田憂希
天羽 まどか（あまはね まどか）
声 - 川上千尋
大地 のの（だいち のの）
声 - 小岩井ことり
白樺 リサ（しらかば リサ）
声 - 福沙奈恵
藤原 みやび（ふじわら みやび）
声 - 関根明良
栗栖 ここね（くりす ここね）
声 - 伊藤かな恵
堂島 ニーナ（どうじま ニーナ）
声 - 矢野亜沙美
光石 織姫（みついし おりひめ）
声 - 松谷彼哉
ジョニー別府（ジョニーべっぷ）
声 - 保村真

### プリパラ
真中 らぁら（まなか らぁら）
声 - 茜屋日海夏
南 みれぃ（みなみ みれぃ）
声 - 芹澤優
北条 そふぃ（ほうじょう そふぃ）
声 - 久保田未夢
東堂 シオン（とうどう シオン）
声 - 山北早紀
ドロシー・ウェスト
声 - 澁谷梓希
レオナ・ウェスト
声 - 若井友希
黒須 あろま（くろす あろま）
声 - 牧野由依
白玉 みかん（しらたま みかん）
声 - 渡部優衣
ガァルル
声 - 真田アサミ
紫京院 ひびき（しきょういん ひびき）
声 - 斎賀みつき
ファルル
声 - 赤﨑千夏
緑風 ふわり（みどりかぜ ふわり）
声 - 佐藤あずさ
赤井 めが姉ぇ（あかい めがねぇ）
声 - 伊藤かな恵
赤井 めが兄ぃ（あかい めがにぃ）
声 - 諏訪部順一

## スタッフ
『アイカツ！』を制作したBN Picturesが企画・制作、『プリパラ』を制作したタツノコプロが3DCGを担当。『アイカツスターズ!』などの『アイカツ！』シリーズに作画監督や絵コンテ・演出で携わった大川貴大が監督を務め、『プリパラ』のシリーズ構成である土屋理敬がシナリオを執筆、キャラクターデザインは両作から引き続きやぐちひろこと原将治が担当する。また、両作の監督がスーパーバイザーとしてクレジットされている。
- アイカツ！原作 - BN Pictures[16]
- プリパラ原作 - タカラトミーアーツ、シンソフィア[16]
- アイカツ！原案 - バンダイ[16]
- 監督 - 大川貴大[16]
- シナリオ - 土屋理敬[16]
- キャラクターデザイン - やぐちひろこ、原将治[16]
- スーパーバイザー - 木村隆一、森脇真琴[16]
- 総作画監督 - 秋津達哉[16]
- CGディレクター - 乙部善弘[16]
- 色彩設計 - 大塚眞純[16]
- 美術監督 - 小松奈津子、田尻健一[16]
- 撮影監督 - 大神洋一[16]
- 編集 - 新居和弘[16]
- 音響監督 - 菊田浩巳[16]
- 音楽 - 滝澤俊輔（TRYTONELABO）[16]
- 3DCG - タツノコプロ[16]
- 企画・制作 - BN Pictures[16]
- 配給 - バンダイナムコピクチャーズ、エイベックス・ピクチャーズ[16]

## 主題歌
今回制作される新曲においても、それぞれの作品に深く関わってきたクリエイター陣がコラボレーションして制作されており、メインテーマとエンディングテーマの2曲はあかり・スミレ・ひなきの「ルミナス」とらぁら・みれぃ・そふぃの「SoLaMi♡SMILE」の2組6人が揃って歌う。
「ハッピーチューニング」
るか、りえ、みき、真中らぁら（茜屋日海夏）、南みれぃ（芹澤優）、北条そふぃ（久保田未夢）によるメインテーマ。
作詞はこだまさおり、作曲は本多友紀（Arte Refact）、編曲は中野領太。
「プリティー×アクティビティ」
るか、りえ、みき、真中らぁら（茜屋日海夏）、南みれぃ（芹澤優）、北条そふぃ（久保田未夢）によるエンディングテーマ。
作詞は松井洋平、作曲は石濱翔（MONACA）、編曲は酒井拓也（Arte Refact）。